# Фосфинат железа(III)
Фосфинат железа(III) — неорганическое соединение, соль железа и фосфорноватистой кислоты с формулой Fe(PH2O2)3, светло-серые кристаллы, слабо растворяется в воде.

## Физические свойства
Фосфинат железа(III) образует светло-серые кристаллы тригональной сингонии, пространственная группа R 3.
Слабо растворяется в воде.